# 邑 (朝鮮)
邑（ウプ）は、朝鮮の行政区画（行政区分）の一つ。

## 朝鮮王朝の邑
朝鮮王朝時代の邑は、地方行政官の役所が置かれた土地。府尹・大都護府使・牧使・都護府使・郡守・県監などの地方行政官の役所があり、城壁で囲まれた集落を邑城と言った（たとえば東莱邑城、海美邑城）。当時の邑に由来する邑内里・邑城里・古邑里・旧邑里などの地名が各地に残っている。朝鮮全土に330ほどあり、数百ｍ四方で、人口は1000～3000人ほどだった。

## 日本統治下の邑
日本統治期の邑は、郡の下に置かれた行政区分の一つ。面よりも人口の多い区域を指し、日本の町に相当する。長官は邑長である。
統治初期には、道の下に郡と府（都市部、特に日本人の比率が高い地域）、郡の下に面が置かれていた。1917年に人口の多い面を指定し、日本人の面長を置くことができるなどの制度改正が行われた（指定面）。1930年5月9日公布の邑面制（昭和5年制令第12号）によって邑が法制化された。これにより、指定面が順次邑に昇格するとともに、その後都市化が進んだ面が邑へ昇格した。邑がさらに発展すると、郡から独立した府に昇格する。
1930年の邑面制により自治体としての形を整え、議決機関として邑会が設置された。邑長が議長を務め、邑会議員選挙は制限選挙である。

## 大韓民国の邑
大韓民国の邑は、基礎自治体である郡・市の下に置かれた行政区分の一つである。地方自治団体（郡・市）の行政事務をおこなう単位で、邑に自治権はない。邑事務所が置かれ、責任者として邑長がいる。下部行政区域には里がある。
邑の設置基準は、韓国の地方自治法第7条によって以下のように定められている。
- その大部分が都市の形態をとり、人口2万人以上である場合。
- あるいは、次の条件のどちらか一つを満たす場合。

1. 郡事務所所在地である面。
2. 邑がない都農複合形態市で、その面のうちの1つの面。

韓国ではほぼすべての郡に1つないし複数の邑がある。唯一の例外は、全域が離島部からなり郡庁が郡域外にある仁川広域市甕津郡である。

### 沿革
韓国の建国後、1949年7月4日に制定・公布された地方自治法（8月15日施行）によって、邑は市・面とともに基礎自治体となり、邑議会が設置され、邑長は邑議会で選出された。1960年の第二共和国憲法によって邑長の直接公選制が定められたが、1961年の5・16軍事クーデターにともなう「地方自治に関する臨時措置法」によって基礎自治体が市・郡とされたため、邑・面は単なる行政区域となった。また、地方自治そのものが停止され、邑長は郡守による任命制となった。
1990年代初頭に行われた一連の地方自治法改正により、郡のほかに都農複合形態市にも邑が設置されるようになった。

## 朝鮮民主主義人民共和国の邑
朝鮮民主主義人民共和国の邑は、郡人民委員会の所在地の集落を指す。日本でいう町役場所在地に近い位置づけである。北朝鮮の建国後、朝鮮戦争末期に行政区域としての邑・面が廃止され、地方行政の基礎単位である郡人民委員会の所在地を郡名を冠して邑と呼んでいる。たとえば龍川郡の郡人民委員会が所在する地区は「龍川邑」と呼ばれる（通常は「龍川郡 邑」《룡천군 읍》と表記される）。北朝鮮のすべての郡には必ず1つだけ邑があることにある。
郡人民委員会が移転すると、邑と呼ばれる地区も変更される。このため、植民地期以前の「邑」と場所が異なることがある。たとえば、北朝鮮の高城郡には植民地期に高城邑・長箭邑の2つの邑があったが、現在高城郡人民委員会がおかれて「高城邑」と呼ばれているのはかつての長箭邑の中心集落である。元の高城邑の中心集落は、現在「旧邑里」と呼ばれている。